# Toma (Tansila)
Pour les articles homonymes, voir Toma.
Ne doit pas être confondu avec Toma-Koura (Tansila).
Toma est une localité située dans le département de Tansila de la province des Banwa dans la région de la Boucle du Mouhoun au Burkina Faso.

## Santé et éducation
Le village possède une école primaire publique à Banako.